# Theocracy (Band)
Theocracy ist eine christliche Power- und Progressive-Metal-Band aus Athens, Georgia, USA, die im Jahr 2002 gegründet wurde.

## Geschichte
Die Band wurde im Jahr 2002 von Matt Smith gegründet. Er entwickelte die ersten Lieder, sodass im Jahr 2003 das selbstbetitelte Debütalbum bei Metalages Records erschien. Auf dem Album spielte Smith alle Instrumente selbst. Im Jahr 2008 schloss sich das zweite Album Mirror of Souls an. Auf dem Tonträger waren erstmals Schlagzeuger Shawn Benson und Gitarrist Jon Hinds zu hören. Durch die Veröffentlichung wurden Bassist Jared Oldham und Gitarrist Val Allen Wood auf die Band aufmerksam, sodass sie die Besetzung vervollständigten. 2011 veröffentlichte die Band das nächste Album As the World Bleeds bei Ulterium Records. 2013 wurde das Debütalbum neu veröffentlicht, da Fans diesen Wunsch äußerten. Shawn Benson nahm alle Schlagzeugparts auf, ansonsten wurden die Aufnahmen des Debütalbums verwendet.

## Stil
Die Band spielt christlichen, progressiven Power Metal, der mit Werken von anderen Bands wie Freedom Call, Secret Sphere und Stratovarius vergleichbar ist.

## Diskografie
- Theocracy (Album, 2003, Metalages Records)
- Mirror of Souls (Album, 2008, Ulterium Records)
- Mirror of Souls (Single, 2009, Ulterium Records)
- Wages of Sin (Single, 2011, Ulterium Records)
- 30 Pieces of Silver (Single, 2011, Nightmare Records)
- As the World Bleeds (Album, 2011, Ulterium Records)
- Theocracy (Neuveröffentlichung, 2013, Ulterium Records)
- Ghost Ship (Album, 2016, Ulterium Records)
- Return to Dust (Single, 2023, Atomic Fire)
- Mosaic (Single, 2023, Atomic Fire)
- Mosaic (Album, 2023, Atomic Fire)